# Колледж Святого Петра (Окленд)

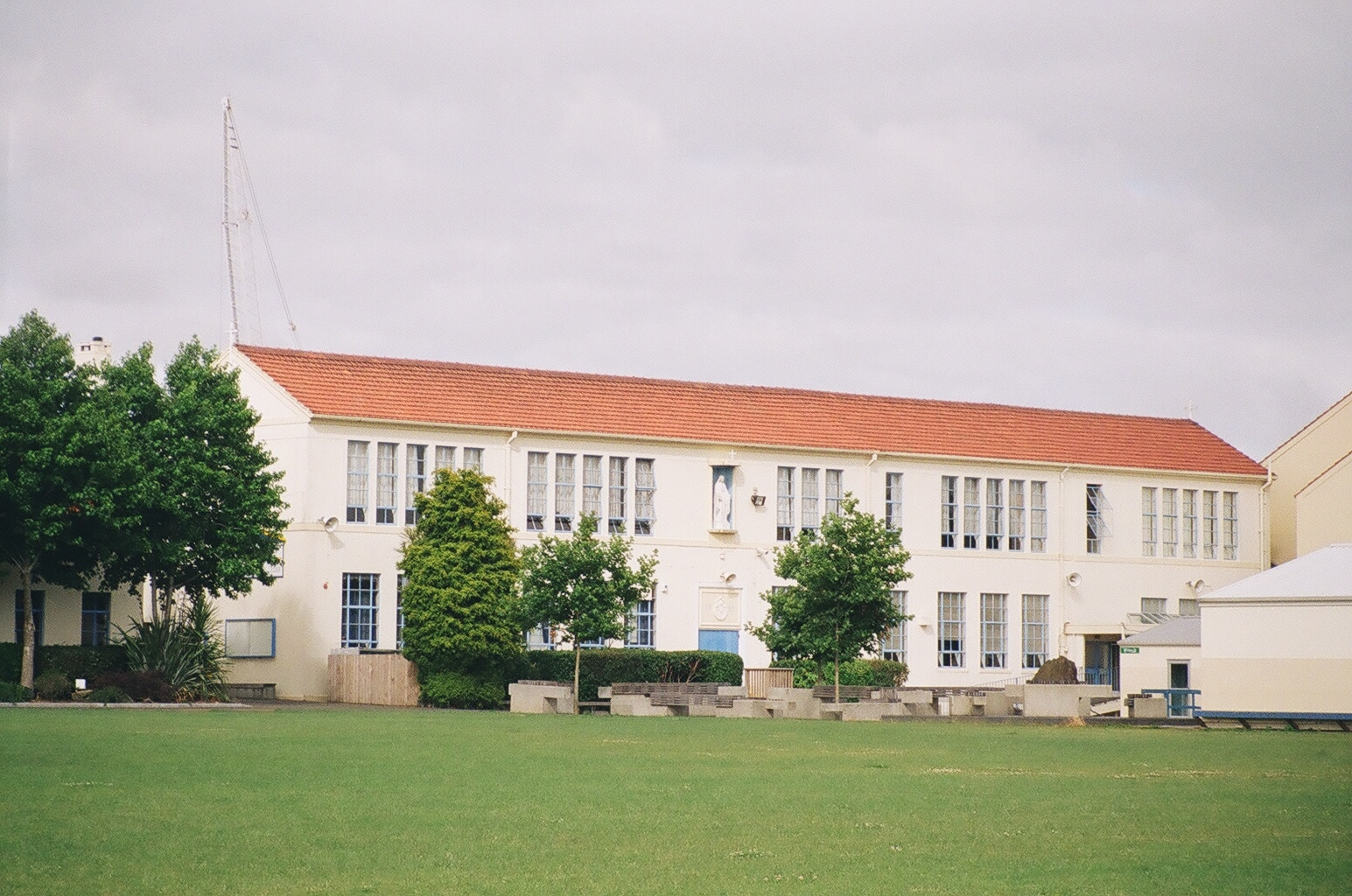
Одно из зданий колледжа

Колледж Святого Петра (St Peter’s College, Auckland) — католический колледж для мальчиков от 7 до 13 лет в Окленде, Новая Зеландия.

## История
Колледж основан в 1841 году и был известен также под названием Школа Святого Петра. По некоторым сведениям, первоначально занятия проводились в доме первого учителя колледжа. Впоследствии деятельность колледжа прекратилась и была возобновлена лишь в 1939 году «Братьями во Христе». C 2008 года школа укомплектована обычным преподавательским составом.

## Современность
В настоящее время колледж является крупнейшим католическим учебным заведением Новой Зеландии. По состоянию на февраль 2007 года в колледже обучалось 1175 человек, из которых европейцев было около 50 %. Остальные ученики были в основном азиатского происхождения, в том числе 10 % — китайцы, 7 % — самоанцы, примерно по 6 % — индийцы, корейцы и маори. Штат колледжа, включая обслуживающий персонал, составлял 127 человек.

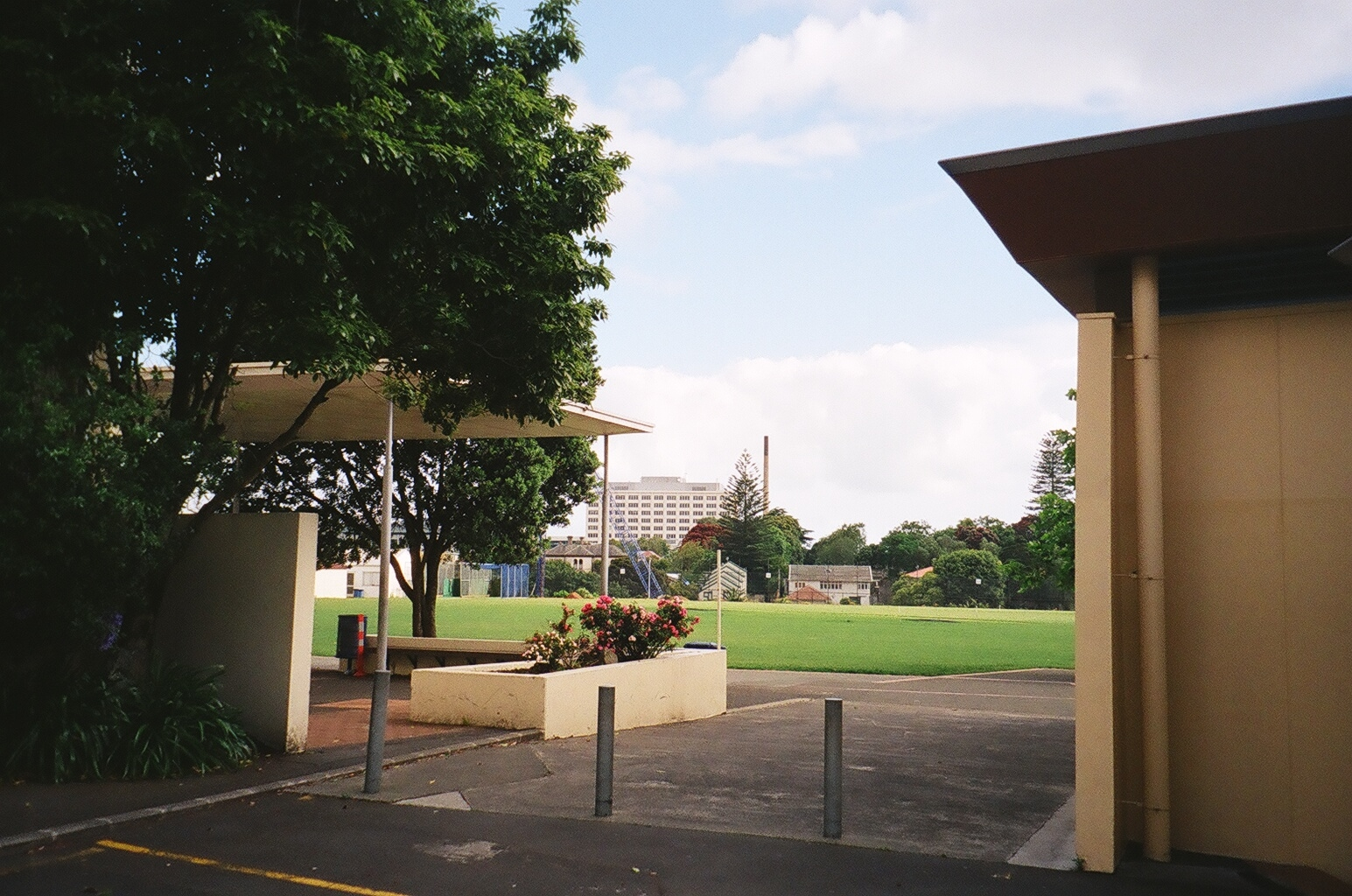
Одно из зданий колледжа: cricket field (St Peter’s Oval) and Outhwaite Park

Максимальное количество учащихся (принадлежащих к различным этническим группам) — 1200 человек. В учебном плане школа предлагает для старшеклассников как возможность получения оценок по системе Государственного свидетельства об академической успеваемости (National Certificate of Educational Achievement, NCEA), так и по системе международных Кембриджских экзаменов (CIE). Школа набирает около 70 иностранных студентов. Среди выдающихся выпускников колледжа — Сэр Майкл Фэй (бизнесмен и яхтсмен) и Сэм Хант (поэт).

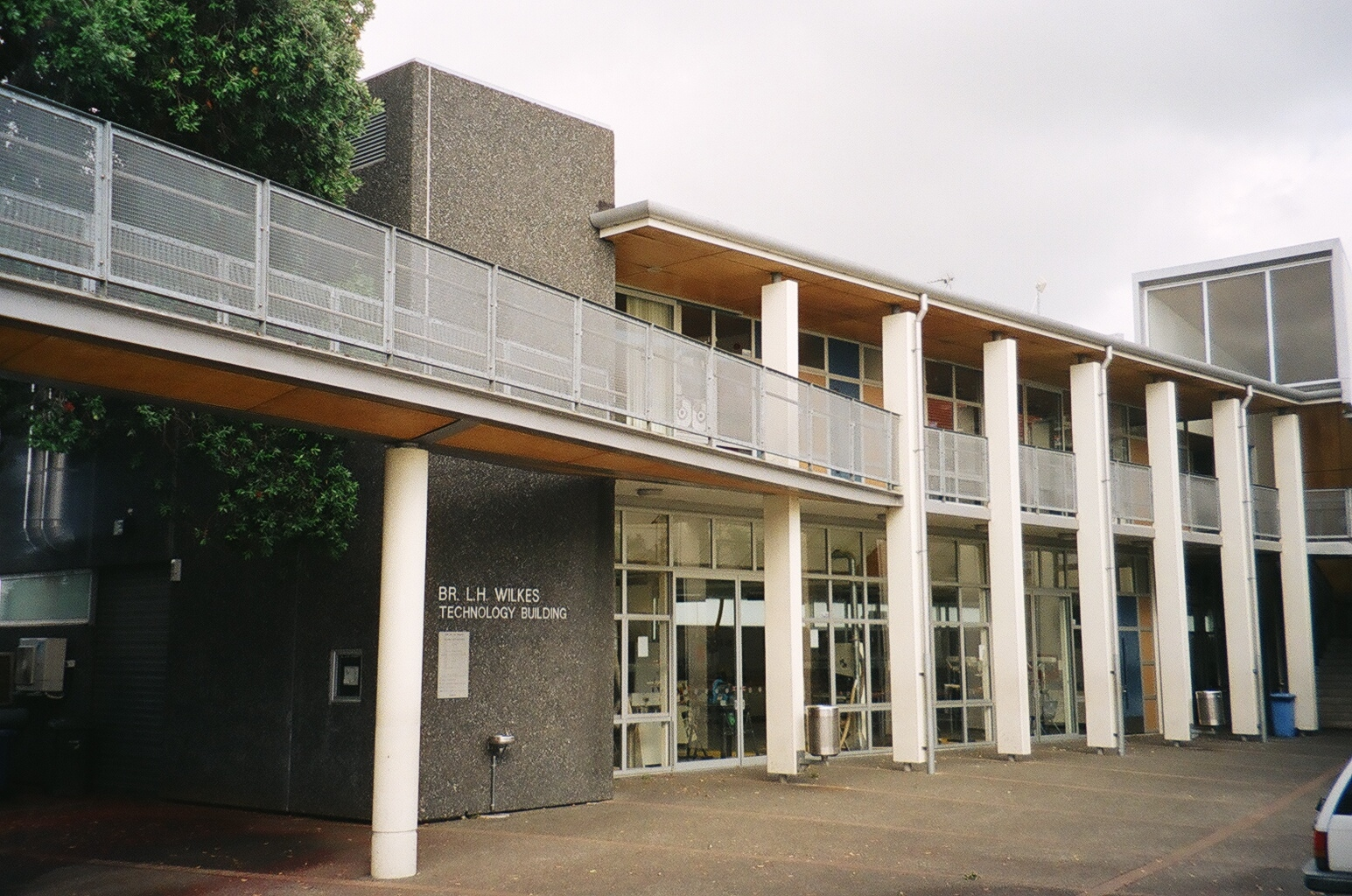
Одно из зданий колледжа: Bro Wilkes Technology Building